# Национальная геральдическая комиссия (Франция)
Национальная геральдическая комиссия (фр. La Commission nationale d'héraldique, CNH) — консультативный орган министерства культуры Франции, роль которого заключается в предоставлении консультаций юридическим и физическим лицам по вопросам геральдики.
Комиссия создана в 1980 году циркуляром генерального директора межведомственной архивной службы Франции с целью оказания консультаций муниципалитетам и ведомствам страны в вопросах разработки символики. Полномочия и состав CNH определены постановлением министра культуры от 14 декабря 1999 года. В соответствии с постановлением министра от 4 февраля 2015 года функции CNH были расширены, в частности, на неё возложено консультирование физических лиц, желающих создать собственную фамильную символику.
Комиссию возглавляет директор, назначаемый главой межведомственной архивной службы Франции, в её состав входят представители Ассоциации мэров Франции, Парижского монетного двора, Национальной библиотеки Франции, межведомственной архивной службы, а также эксперты в сфере истории, геральдики и сфрагистики, назначаемые министром культуры. CNH является единственным государственным органом, официально уполномоченным оказывать консультации по вопросам геральдики. В 2014 году CNH выпустила методическое пособие для коммун Франции «Краткое руководство по городским гербам» (фр. Vade-mecum pour un blason communal).